# Kamienica Ochockich w Krakowie
Kamienica Ochockich – zabytkowa kamienica znajdująca się w Krakowie, w dzielnicy I przy ulicy Floriańskiej 16, na Starym Mieście.

## Historia
Kamienica została wzniesiona w XV wieku. W II połowie XVI wieku należała do Seweryna Glacza, a następnie jego córki Anny, po której śmierci, w 1609, została podzielona pomiędzy pięciu spadkobierców. W tym czasie była już dwupiętrowa i posiadała jednopiętrową oficynę. W 1637 właścicielem całego budynku został Piotr Ochocki. Kamienica pozostawała w rękach jego spadkobierców do końca XVII wieku. U schyłku XVII wieku lub na początku XVIII wieku została nadbudowana o trzecie piętro. Kamienica zawaliła się w sierpniu 1750. Odbudowana została w latach 60. XVIII wieku przez rodzinę Ryzmanów. W 1788 należała do rajcy Kozłowskiego, a następnie do wdowy po nim. W 1791 była zamieszkiwana przez czterech lokatorów. Od 1817 do połowy XIX wieku należała do rodziny Kaczkowskich, następnie do Pallmannów (około 1858), Matłachowskich (około 1886) i Gadomskich (około 1890). W latach 1891–1904 była własnością Samuela Goldfingera. W 1908 przebudowano parter fasady według projektu K. Torbego dla Szymona i Józefy Pstruszyńskich.
2 marca 1966 kamienica została wpisana do rejestru zabytków. Znajduje się także w gminnej ewidencji zabytków.

## Architektura
Kamienica ma cztery kondygnacje. Fasada jest dwuosiowa, o skromnej dekoracji. Parter i pierwsze piętro oraz drugie i trzecie piętro zostały oddzielone gzymsami. Okna pierwszego i drugiego piętra posiadają proste obramienia, dodatkowo okna pierwszego piętra ozdobiono gzymsowymi frontonami i kluczami. Okna trzeciego piętra pozbawione są dekoracji.